# 丹尼利夫卡 (贝雷济夫卡区)
47°10′8″N 30°37′11″E / 47.16889°N 30.61972°E

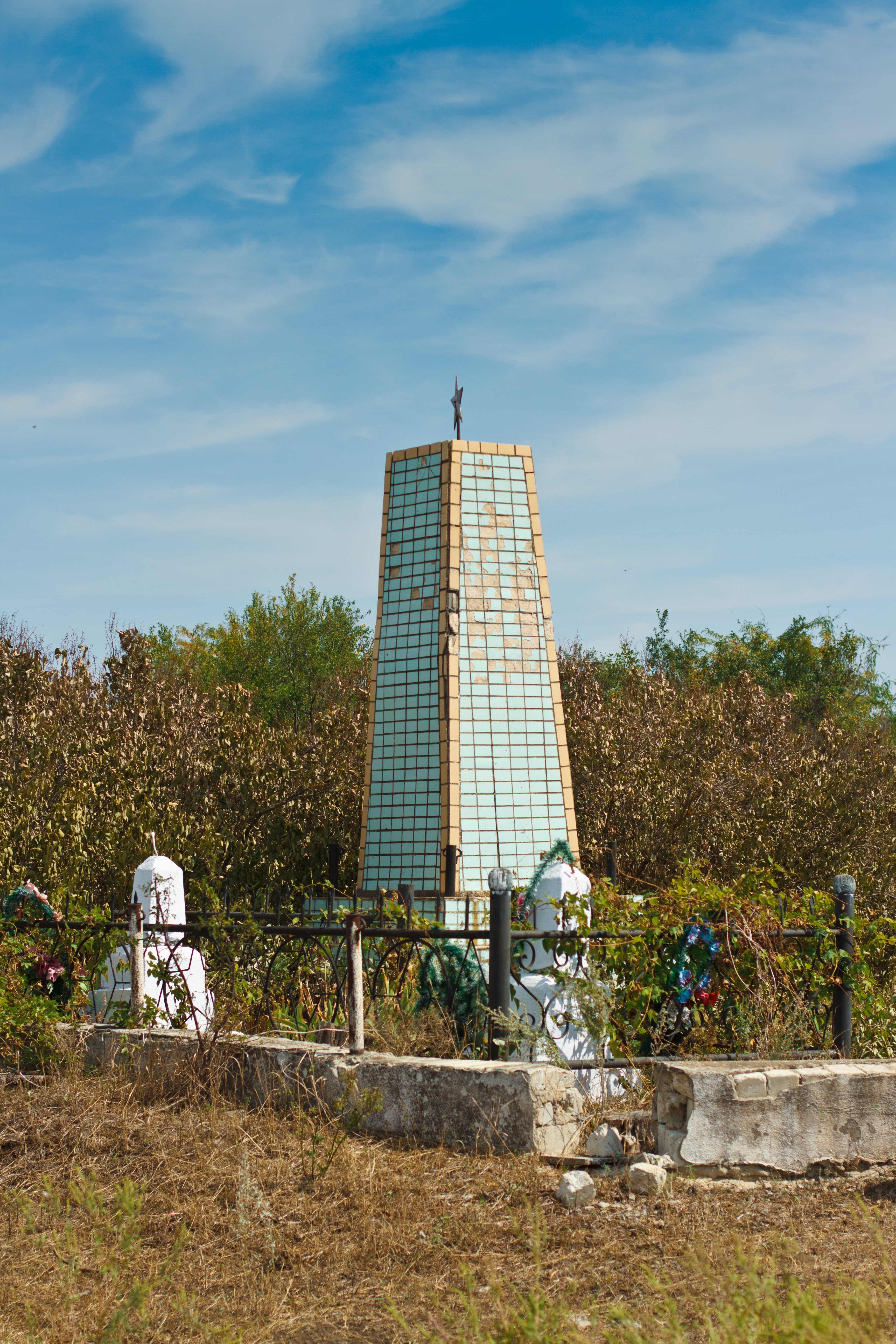
烈士墓

丹尼利夫卡（烏克蘭語：Данилівка）是位於烏克蘭西南部的村莊，由敖德萨州贝雷济夫卡区的羅茲克維特市鎮負責管轄。該村始建於1924年，面積0.83平方公里，海拔高度108米，2001年人口260。